# Maciej Stuhr
Maciej Jerzy Stuhr (Cracovia, 23 giugno 1975) è un attore polacco. Nel 2013 e 2022 ha ricevuto ai Polskie Nagrody Filmowe il riconoscimento di miglior attore.

## Biografia e carriera
Nel 1999 si è laureato in psicologia presso l'Università Jagellonica, prima di proseguire gli studi di recitazione presso l'Accademia nazionale delle arti teatrali di Cracovia, che ha terminato nel 2003. Divenne noto per le sue imitazioni di attori e artisti polacchi, come Gustaw Holoubek, e fondò il cabaret Po Żarcie, per il quale scrisse la maggior parte del materiale. Nel 2013 ha ricevuto il premio cinematografico polacco come miglior attore per il suo ruolo nel film drammatico Pokłosie di Władysław Pasikowski.
Tra gli altri, è noto per il ruolo di Kuba Brenner in Chłopaki nie płaczą e di Piotr nel Decalogo 10 di Krzysztof Kieślowski.
Nel 2006 è stato co-conduttore, insieme a Sophie Marceau, della 19ª edizione degli European Film Awards tenutisi a Varsavia. Dal 2008 è membro del Nowy Teatr, diretto dal direttore artistico Krzysztof Warlikowski. Nello stesso anno gli è stato conferito il premio Zbigniew Cybulski come miglior giovane attore.

## Vita privata
È figlio dell'attore Jerzy Stuhr e della violinista Barbara Kóska. Ha una sorella minore di nome Marianna (nata nel 1982). I suoi antenati giunsero a Cracovia dalla Bassa Austria nel 1879. Nel 2015 ha sposato Katarzyna Błażejewska.
È noto anche per il suo sostegno alla comunità LGBT in Polonia, collaborando con l'associazione Kampania Przeciw Homofobii che si batte contro l'omofobia.

## Filmografia parziale
- Decalogo 10 (Dekalog, dziesięć), regia di Krzysztof Kieślowski (1988)
- Julie Walking Home, regia di Agnieszka Holland (2002)
- Wesele, regia di Wojciech Smarzowski (2004)
- 33 sceny z życia, regia di Małgorzata Szumowska (2008)
- Walesa - L'uomo della speranza (Wałęsa. Człowiek z nadziei), regia di Andrzej Wajda (2013)
- The Hater (Sala samobójców. Hejter), regia di Jan Komasa (2020)
- Green Border (Zielona granica), regia di Agnieszka Holland (2023)
- Caccia all'eredità (Spadek), regia di Sylwester Jakimow (2024)